# Gustave Wuyts
Gustave Wuyts (27 février 1903 - 13 janvier 1979) fut un ancien tireur à la corde belge. Il a participé aux Jeux olympiques de 1920 et remporta la médaille de bronze avec l'équipe belge.